# Национальное общество скульпторов
Национальное общество скульпторов (англ. National Sculpture Society, сокр. NSS) — первая в США профессиональная организация скульпторов, созданная в 1893 году. Штаб-квартира общества располагается на Парк-авеню, в Нью-Йорке.
Среди соучредителей общества были, в частности, скульпторы Стэнфорд Уайт, Ричард Моррис Хант, Дэниел Честер Френч, Огастес Сент-Годенс. Кроме скульпторов среди учредителей было несколько известных архитекторов. Первым президентом общества был Джон Уорд.
Общество продолжает работать и в настоящее время[когда?], выпускает ежеквартальный журнал «Sculpture Review» (англ.), проводит выставки. Президент — Майкл Ленглес (англ. Michel Langlais), первый вице-президент — Эми Кэнн (англ. Amy Kann).